# Накаґава (Наґано)

35°38′4″ пн. ш. 137°56′46″ сх. д. / 35.63444° пн. ш. 137.94611° сх. д.
Накаґа́ва (яп. 中川村, なかがわむら, МФА: [nakagawa muɾa]) — село в Японії, в повіті Камі-Іна префектури Наґано. Станом на 1 квітня 2009 площа села становила 77,05 км². Станом на 1 липня 2011 населення села становило 5016 осіб.